# Gettysburg (Pensylwania)
Gettysburg – miasto w Stanach Zjednoczonych, w stanie Pensylwania, w hrabstwie Adams. Według spisu w 2020 roku liczy 7106 mieszkańców. 
Prawa miejskie uzyskało w roku 1806. Podczas wojny secesyjnej, w dniach 1–3 lipca 1863 roku w pobliżu miasta doszło do wielkiej bitwy pod Gettysburgiem, uznawanej za punkt zwrotny wojny. 
W Gettysburgu znajdują się szkoły wyższe: Luterańskie Seminarium Teologiczne (Lutheran Theological Seminary) założone w 1826 roku (najstarsze luterańskie seminarium w USA) i Gettysburg College (poprzednio Pennsylvania College), założony w roku 1832. Znajduje się tam także jeden z kampusów uczelni Central Pennsylvania's Community College (poprzednio Harrisburg Area Community College).

## Miasto partnerskie
- León, Nikaragua